# Tachypodoiulus niger
Tachypodoiulus niger är en mångfotingart som först beskrevs av Leach 1815.  Tachypodoiulus niger ingår i släktet Tachypodoiulus och familjen kejsardubbelfotingar. Inga underarter finns listade i Catalogue of Life.

## Bildgalleri

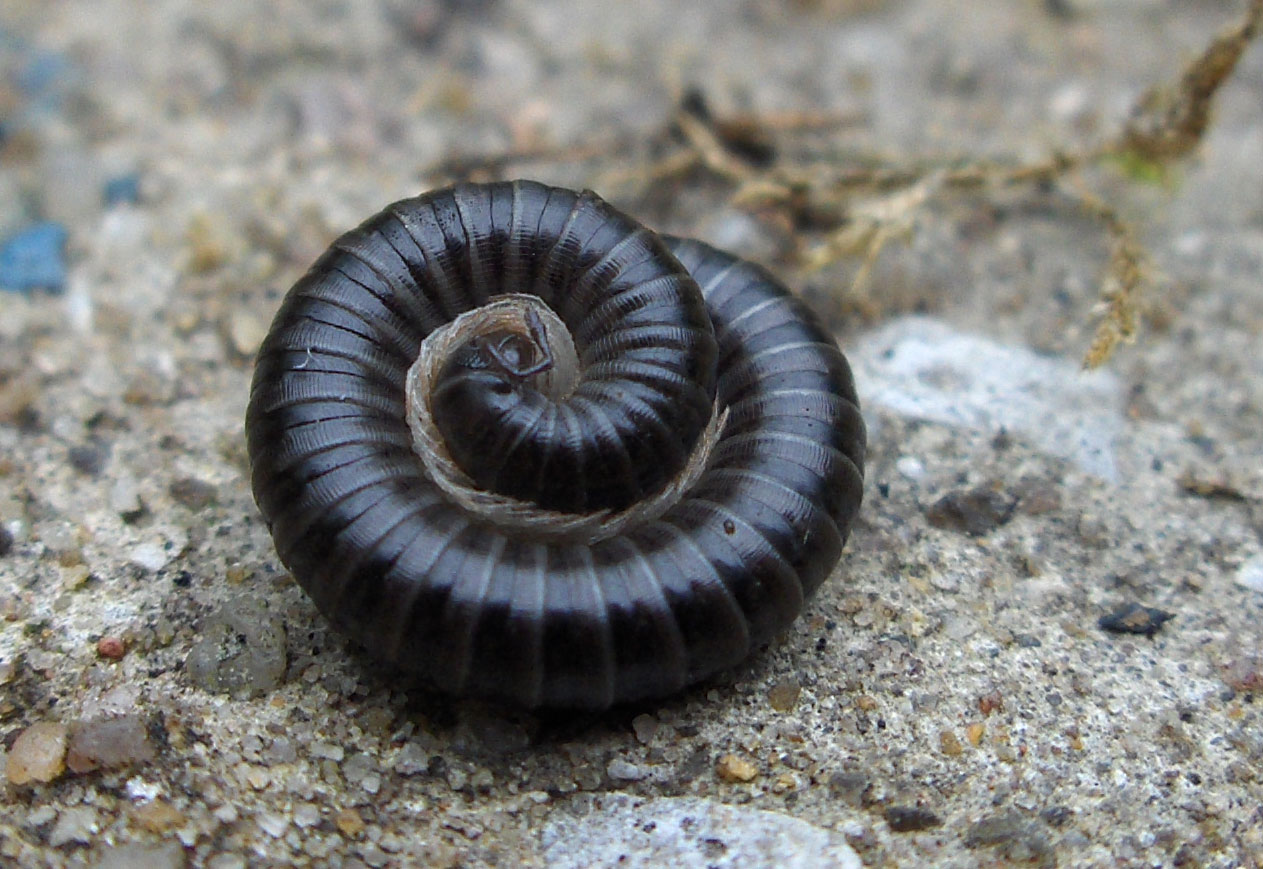
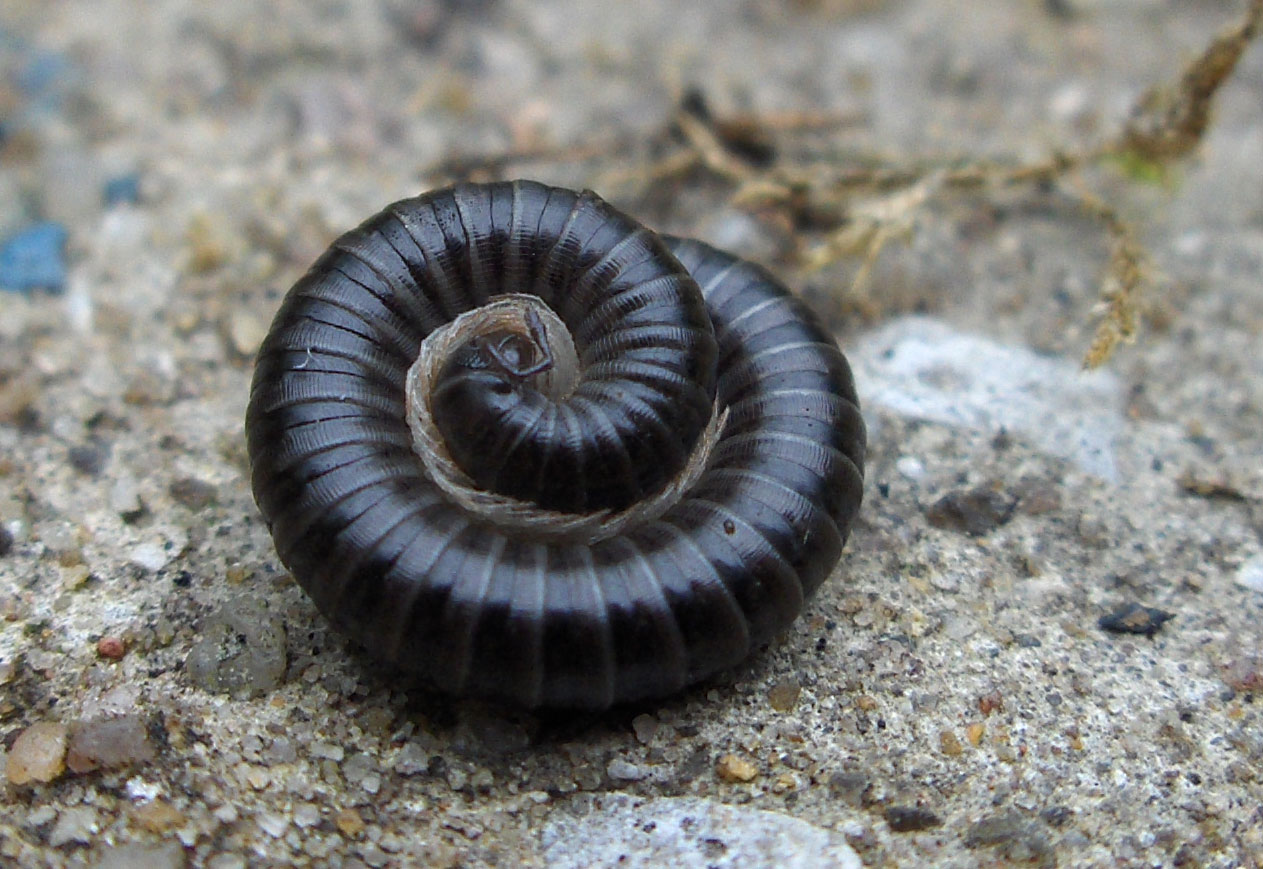